# Vila das Aves
Aves – miasto przemysłowe i sołectwo (freguesia) na północy Portugalii, w dystrykcie Porto, w regionie Północ w podregionie Ave, w gminie Santo Tirso.
Miejscowość jest obecnie, po Santo Tirso, najważniejszym miastem w gminie Santo Tirso.